# Йоасаф Серски
Йоасаф (на гръцки: Ιωάσαφ) е православен духовник, митрополит на Цариградската патриаршия.

## Биография
Йоасаф от 1600 до 1602 и от 1605 до 1606 година е серски митрополит. Митрополит Йоасаф се стреми силно да свали от патриаршеския трон Рафаил II Константинополски (1603 - 1607) и щедро подкупва синодални архиереи и създава проблеми на Рафаил II. В крайна сметка в 1606 година е остранен от серския престол, но през октомври 1607 година и Рафаил II е насилствено отстранен от трона от султан Ахмед I.